# Чемпіонат України з баскетболу 2004—2005: вища ліга
14-й чемпіонат України з баскетболу у Вищій лізі пройшов з жовтня 2004-го по травень 2005-го року. Чемпіоном Вищої ліги став  Азовмаш-2-МДІ (Маріуполь) .

### Підсумкова турнірна таблиця
| №  | Команда                           | В  | П  |
| -- | --------------------------------- | -- | -- |
| 1  | Азовмаш-2-МДІ (Маріуполь)         | 32 | 12 |
| 2  | Черкаські мавпи" (Черкаси)        | 32 | 12 |
| 3  | БК Київ-2-КПІ (Київ)              | 32 | 12 |
| 4  | БК Хімік-2 (Южне)                 | 30 | 14 |
| 5  | БАСКО-Динамо (Вінниця)            | 27 | 17 |
| 6  | НУВС (Харків)                     | 24 | 20 |
| 7  | БК Тернопіль-ТАНГ (Тернопіль)     | 24 | 20 |
| 8  | Флоаре (Бендери)                  | 20 | 24 |
| 9  | КТУ (Кривий Ріг)                  | 16 | 28 |
| 10 | Коксохім-Сталь (Алчевськ)         | 12 | 32 |
| 11 | Ферро-ЗНТУ (Запоріжжя)            | 8  | 36 |
| 12 | Кривбасбаскет-Люкс-2 (Кривий Ріг) | 7  | 37 |

| №  | Команда                           | В  | П  |
| -- | --------------------------------- | -- | -- |
| 13 | Говерла (Івано-Франківськ)        | 23 | 9  |
| 14 | КНЕУ-2000 (Київ)                  | 23 | 9  |
| 15 | Орлан-КПКС (Сімферополь)          | 21 | 11 |
| 16 | Далевський Університет (Луганськ) | 20 | 12 |
| 17 | МНТУ (Київ)                       | 19 | 13 |
| 18 | Дніпро-2 (Дніпропетровськ)        | 16 | 14 |
| 19 | МДГУ-МБК Миколаїв-2 (Миколаїв)    | 13 | 17 |
| 20 | КОБК (Біла Церква)                | 5  | 27 |
| 21 | ДУЕП-Б. О. Ш. (Дніпропетровськ)   | 2  | 30 |

## Склади команд

### Азовмаш-2-МДУ (Маріуполь)
Забірченко Дмитро (192), Івшин Максим (207), Копилов  Дмитро (208, БК НУ Луганськ), Локтіонов Ігор (195), Лохманчук Юрій (197), Нечосов Антон (195, БК НУ Луганськ), Фесенко Кирило (213), Химич Микола (202).
Тренер:

### Черкаські мавпи" (Черкаси)
Бартош Іван (187), Ворона Олександр (193, БК Тернопіль), Гукасов Павло (182,Хімік-2), Неухацький Микола (198), Овчаренко Олександр (197, БК Тернопіль), Павенський Олексій (192, МБК Миколаїв), Погостинський Кирило (196, Ферро-ЗНТУ, ЗІДМУ), Цимбал Олексій (197, Харків), Цимох Максим (200), Цьопич Павло (178), Чміль Максим (210), Яременко Юрій (196, МНТУ).
Тренер: Федоренко Анатолій (Університет Б. Ц.)

### БК Київ-2-КПІ (Київ)
Гуменюк Роман(219,5),  Дятловський Дмитро(197), Ковальов Олег (202),  Подолян Владислав(190),  Пономаренко Тарас (197), Щепкін Артем (188), Шестак Антон (204).
Тренер:

### Хімік-2 (Южне)
Алфьоров Сергій(188, Сумихімпром),  Антонець Дмитро(199),  Кольченко Олександр (195),  Лапигін Артем(210), Лукашов Денис(185, БК Хімік-2), Мякінін Сергій(201),  Парвадов Денис(196),  Рижак Вадим(190), Сізов Олександр(198),  Фрасенюк Юрій(200).
Тренер:  Брюховецький Володимир

### БАСКО-Динамо (Вінниця)
Бондаренко Євген (206), Веремін Максим (198), Дарсанія Леван (200, Політехнік), Здирка Микола (201), Квартич Ігор (192), Коробкін Микола (184), Кравченко Олексій (190), Лапатанов Артем (194), Лісовський Віталій (189), Мазур Андрій (190), Москаленко Сергій (202), Олександров Олексій (195), Подоляко Дмитро(188), Попов Сергій (196), Табакович Суад (185, КТУ), Тороп Юрій (200), Фурман Костянтин (206, Віші, Франція), Шурмель Всеволод (210).
Тренер: Терехов Олександр

### НУВС (Харків)
Гулеватий Вадим(200), Данилюк Юрій(192), Дяков Олександр(183), Жуков Олег(198), Жуков Станіслав(187), Оберемко Олександр(205), Пустовалов Євген(192), Рибалко Олександр(190), Риляков Микола(190), Тарасов Сергій(200), Тулінов Михайло(197).
Тренер: Казначєєв Володимир

### БК Тернопіль (Тернопіль)
Бартош Іван(187), Білоус Микола(191), Віріч Юрій(205), Гелашвілі Гела(205, ДІТМ Краматорськ), Глазов В'ячеслав (198), Горнєв Юрій(198), Довжук Олександр (196), Жарков Олексій(200), Задорожний Олександр (186), Іщук Андрій(201), Кіба Сергій(197), Кузьмінський Антон(195), Рябінін Олексій(199), Роженко Дмитро(196), Тарасенко Костянтин(212), Улітін Денис(192).
Тренер:

### КТУ  (Кривий Ріг)
Білоусов Андрій(196), Букрєєв Олександр(198),  Гнецько Олександр(198),  Давидов Денис(187), Дзюбенко Сергій(199), Карась Володимир(201),  Нетреба Сергій (190), Облотов Сергій(190), Пазенко Олександр(185), Савін Валерій(198),  Ситник Максим(195),  Тимкович Андрій(189).
Тренер: Непийвода  Василь

### «Коксохім-Сталь» (Алчевськ)
Анохін В’ячеслав(180), Ануфрієв Євген(202), Васильченко Ігор(198), Єськов Микита(203), Кашевський Іван(205), Киященко Сергій(194), Купліванчук Станіслав(196), Лисенко Юрій(195), Малахов В’ячеслав(201), Просянников Андрій(185), Просянников Ігор(183), Тонкоус Євген(183), Яцик Денис(198). 
Тренер:

### Ферро-ЗНТУ (Запоріжжя)
Гузь Володимир(198), Дудник Юрій(187), Жержерунов Андрій(190), Жержерунов Максим(190), Зайцев Михайло(201), Змитрович Яків(202), Лещина Андрій(199), Літвишко Антон(194), Овдєєнко Станіслав(190), Чаленко Дмитро(191), Широбоков Сергій(185).
Тренер:  Широбоков Олександр

### Кривбасбаскет-2 (Кривий Ріг)
Бичков Віталій(188), Близнюк Віталій(206), Заруба Віталій(203), Корабльов Сергій(196), Мартін Дмитро(189), Мирзак Сергій(199), Сиденко Дмитро(197), Скляренко Олександр(192), Панасюк Олександр(206, КТУ), Порохненко Василь(198, КТУ), Хандусенко Сергій(206).
Тренер:

### Говерла (Івано-Франківськ)
Андрій Бугаєвський (190, 1977), Олександр Булах (202, 1982), Сергій Дадикін (200, 1983), Зіновій Зелінський (164, 1982), Олег Курліков (175,1987), Владислав Лисишин (190, 1986), Володимир Марковецький (207, 1974), Денис Спиридонов (190, 1982), Андрій Тхір, Олег Степовий (210, 1982), Дмитро Шиманський (183, 1982), Олександр Шостуха (190, 1984), Юрій Штереб (190, 1979).
Тренер: Пелех Олег.

### КНЕУ-2000 (Київ)
Авріцевич Денис(195, БК Київ-2-КПІ), Білоус Олександр(205), Варваркін Мансур(197), Доценко Олександр(200), Житкевич Олексій(196), Копійка Роман(188), Красний Микола(200), Пелипейко Ігор(200), Порадник Костянтин(200), Солов'ян Олексій(200), Сорока Павло(197), Хомич Кирило(201).
Тренер:

### Орлан-КПКС (Сімферополь)
Аршинов Олександр(196), Вихристюк Андрій(205), Єрьомін Микола(205), Злобін Дмитро(200), Ільїчов Євген(201), Коротков Ілля(197), Курілко Олександр(196), Макаров Михайло(181), Романенко Андрій(204), Семенов Дмитро(205), Шевченко Андрій(187).
Тренер:

### Далевський Університет (Луганськ)
Васильченко Ігор(190), Грузін Володимир(195), Дробот Олександр (200), Кнороз Артем(194), Куліков Віталій(188), Малоштан Дмитро(184), Олексенко Андріан(188), Фірсов Денис (184), Цицора Сергій(207), Шабадаш Тимур(196).
Тренер:- Анатолій Хорошилов

### МНТУ(Київ)
Гончаров Олексій(182), Гоцак Володимир(195), Гоцій Богдан(200), Денисов Дмитро(210), Каланча Олександр(196), Колгушкін Павло(187), Косюк Павло(195), Котов Олег(190), Нескоромний Богдан(197), Пушкар Руслан(172), Россов Роман(208), Торопенко Вадим(189), Цокол Іван(196), Черногор Антон(198).
Тренер: Тульчинський Ростислав.

### Миколаїв-2 (Миколаїв)
Аверін Олександр(201), Белл Річард(200), Бугасов Олег(199), Гладир Сергій(196),  Дмитренко Андрій(190), Маслов Даніїл(178), Олійник Євген(208), Сабутський Олександр(208), Сабутський Сергій(208), Сільковський Ігор(194), Сопанько Максим(194), Шепіль Максим(192), Шинкаренко Дмитро(198).
Тренер:

### КОБК (Біла Церква)
Авдєєв Кирило(197), Василенко Сергій(200). Горбаченко Олександр(200),  Зубарчук Андрій(191),  Коробов Андрій(177),  Лук’яненко Микола(190), Нестеренко Костянтин(190), Марченко Павло(185), Поліщук Дмитро(182), Ткач Євген(195).
Тренер:

### ДУЕП-Б. О. Ш. (Дніпропетровськ)
Бараненко Олексій(200), Боєв Володимир(204), Волинський Дмитро(194, Орлан), Гармаш Артем(198), Дереза Костянтин(195), Малий Євген(191), Мілованов Анатолій(192), Переяслов Владислав(196), Селішев Андрій(200), Сіняговський Анатопій(206), Туленко Назар(197, Кіровець).
Тренер: